# Église Saint-Crépin de Brumetz
L'église Saint-Crépin est une église catholique située à Brumetz, en France.

## Localisation
L'église est située dans le département français de l'Aisne, sur la commune de Brumetz.

## Historique
L'édifice est classé au titre des monuments historiques en 1920.